# 石本裕武
石本 裕武（いしもと ひろむ、2000年8月13日 - ）は、大阪府出身のボートレーサー。131期。登録番号は5267。身長164cm。血液型A型。関西大学法学部政治学科在学中。同期には石渡翔一郎、野田昇吾らがいる。

## 来歴
- 2022年11月、ボートレース鳴門で開催された第6回鳴門天然温泉あらたえの湯なるみ丸カップ競走でデビュー。初出走は3着だった。
- 2022年12月12日、ボートレースびわこで開催された第11回近江米カップの5日目に6号艇で6コースからデビュー22走目にして水神祭を上げる。決まり手は抜き。3連単は101番人気の11万400円だった[1]。
- 2023年8月27日、ボートレース若松で開催されたルーキーシリーズ第13戦植木通彦フェニックスカップ第23回スカパー!・JLC杯で初優出。2号艇で登場し、2コースから3着となった[2]。
- 2024年1月30日、ボートレース住之江で開催されたルーキーシリーズ第2戦スカパー！・JLC杯競走で1号艇から逃げを決め、デビュー1年3か月で初優勝を飾る[3]。

## 人物・エピソード
- 師匠は藤山雅弘。
- 大学1回生時の2019年にボートレース住之江で石野貴之がグランプリを初制覇したレースを観戦。心奪われたことでレーサーを目指し[4]、大学を休学して養成所入りした。養成所卒業後に大学に復学し、レースに出場していない時は大学で授業を受けている[5]。
- 養成所時代の勝率は7.26で、養成所チャンプの石渡翔一郎に次いで2位。
- 趣味は釣り、ゴルフ、Netflix鑑賞。
- 好きな食べ物:串カツ、ラーメン、たらこ。[6]